# Barbara Meier
Barbara Meier (Amberg, 25 juli 1986) is een Duits fotomodel en is bekend geworden doordat zij de 2e serie van Germany's Next Top Model heeft gewonnen.